# دمدولاسیون
دمدولاسیون یا وامدوله‌سازی استخراج کردن سیگنالِ دارای اطلاعات اصلی (پیام) از موج حامل است. وسیله‌ای که این کار را انجام می‌دهد دمدولاتور (وامدوله‌گر) می‌نامند که در گیرنده سیگنال پیام را از روی سیگنال حامل پیاده می‌کنند، به این عمل وامدوله‌سازی یا آشکارسازی پیام می‌گویند.
وظیفه دمدلاتور در یک سیستم مخابراتی، تشخیص یکی از دو سیگنال ارسال شده در فرستنده است.
درواقع وظیفه دمدلاتور، عکس وظیفه مدلاتور، تبدیل شکل موج سینوسی دریافتی به صفر و یک است. یعنی دمدلاتور باید فرکانس موج سینوسی را اندازه گرفته و متناسب با تعریف اولیه، صفر و یک منطقی را در خروجی آشکار نماید. باتغییر فرکانس موج سینوسی، سطح منطقی از یک به صفر و برعکس تغییر می‌کند.